# Biskupice-Pulkov
Biskupice-Pulkov – gmina w Czechach, w powiecie Třebíč, w kraju Wysoczyna. 1 stycznia 2014 liczyła 272 mieszkańców.